# Akira Lenting
Akira Lenting (レンティング陽) est un fondeur japonais, né le 11 août 1990 à Tokyo.

## Biographie
Il est le fils d'une mère japonaise et d'un père néo-zélandais.
Sa première compétition internationale est les Championnats du monde junior de Malles Venosta en 2008, où il est notamment cinquième avec le relais. Aux Championnats du monde junior 2009, il signe un top dix avec une neuvième place sur la poursuite et lors de l'édition 2010 à Hinterzarten, Lenting arrive deux fois cinquième, à la poursuite et au dix kilomètres classique.
Il fait ses débuts en Coupe du monde en fin d'année 2010 à Gällivare, puis gagne sa première manche dans la Coupe d'Asie de l'Est, dont il remporte le classement général cet hiver, avant l'Universiade d'hiver de 2011, à Erzurum, où il remporte la médaille d'argent au dix kilomètres classique. 
Aux Championnats du monde U-23, en 2012, il prend la huitième place sur le quinze kilomètres classique.
Il marque ses premiers points en décembre 2013 au Ruka Triple (26e temps du 15 kilomètres libre en poursuite).
Aux Championnats du monde 2013, pour ses débuts aux mondiaux, il finit 44e du skiathlon et y est notamment 8e du relais.
Aux Jeux olympiques d'hiver de 2014, il est sélectionné seulement pour le relais. Il est désigné dernier relayeur de son équipe, cependant son prédécesseur se fait prendre prendre un tour par la tête de la course, ce qui signifie que le Japon ne peut finir la course. Akira Lenting n'aura donc pas couru du tout lors de ces Jeux, mais il est tout de même « heureux » d'avoir fait le déplacement en Russie.
Aux Championnats du monde 2015, à Falun, il obtient son meilleur résultat individuel avec une 25e place sur le skiathlon.
En 2017, il décroche trois médailles d'or aux Jeux asiatiques, à Sapporo (Japon), sur dix kilomètres, trente kilomètres et le relais. Sur l'étape de Coupe du monde à Pyeongchang, où plusieurs tête d'affiche font l'impasse, il se place seizième du skiathlon, soit son meilleur résultat dans l'élite.
Ayant échoué à se qualifier pour les Jeux olympiques 2018, il prend sa retraite sportive en 2018.

## Palmarès

### Jeux olympiques
| Épreuve / Édition | Sprint | Sprint                           | 15 km                            | 15 km     | Skiathlon 2 × 15 km | 50 km | Relais | Relais    |
| Épreuve / Édition | libre  | classique                        | libre                            | classique | Skiathlon 2 × 15 km | 50 km | Sprint | 4 × 10 km |
| JO 2014 Sotchi    | -      | Épreuve inexistante à cette date | Épreuve inexistante à cette date | -         | -                   | -     | -      | 16e       |

Légende :
- — : épreuve non disputée par Lenting.
- : épreuve ne figurant pas au programme.

### Championnats du monde
| Épreuve / Édition           | Sprint                           | Sprint    | 15 km | 15 km                            | Skiathlon 2 × 15 km | 50 km | Relais | Relais    |
| Épreuve / Édition           | libre                            | classique | libre | classique                        | Skiathlon 2 × 15 km | 50 km | Sprint | 4 × 10 km |
| Mondiaux 2013 Val di Fiemme | Épreuve inexistante à cette date | -         | 70e   | Épreuve inexistante à cette date | 44e                 | -     | -      | 8e        |
| Mondiaux 2015 Falun         | Épreuve inexistante à cette date | -         | 44e   | Épreuve inexistante à cette date | 25e                 | 39e   | 16e    | 12e       |

### Coupe du monde
- Meilleur classement général : 121e en 2017.
- Meilleur résultat individuel : 16e.

#### Classements par saison
| Saison    | Classement général final | Classement distance |
| 2013-2014 | 148e                     | 93e                 |
| 2016-2017 | 121e                     | 80e                 |

### Universiades
- Erzurum 2011 :
  -  Médaille d'argent sur le dix kilomètres.

### Jeux asiatiques
- Sapporo 2017 :
  -  Médaille d'or sur le dix kilomètres.
  -  Médaille d'or sur le trente kilomètres.
  -  Médaille d'or sur le relais.
  -  Médaille de bronze sur le quinze kilomètres.